# Salomea z Juśkiewiczów
Salomea z Juśkiewiczów (ur. 1761 w Jarosławiu, zm. 1829 w Wożuczynie) – baronowa.

## Życiorys
Urodziła się 8 stycznia 1761 w Jarosławiu jako córka Michała i Marianny Juśkiewicz. Pochodziła z zamożnej rodziny mieszczańskiej. W 1779 wyszła za Andrzeja Wapińskiego. Po jego śmierci wyszła w 1809 za sędziego Jarosławskiego Jana Kraczewskiego. W 1822 w wyniku przymusowego wywłaszczenia przejęła majątek wożuczyński z tytułem baronowej.